# Tomás Ó Fiaich
Tomás Ó Fiaich (Crossmaglen, 3 novembre 1923 – Tolosa, 8 maggio 1990) è stato un cardinale e arcivescovo cattolico irlandese.

## Biografia
Nacque a Crossmaglen (in irlandese Crois Mhic Lionnáin) il 3 novembre 1923.
Nel 1977 fu nominato arcivescovo di Armagh.
Papa Giovanni Paolo II lo elevò al rango di cardinale nel concistoro del 30 giugno 1979.
Morì l'8 maggio 1990 all'età di 66 anni.

## Genealogia episcopale e successione apostolica
La genealogia episcopale è:
- Cardinale Scipione Rebiba
- Cardinale Giulio Antonio Santorio
- Cardinale Girolamo Bernerio, O.P.
- Arcivescovo Galeazzo Sanvitale
- Cardinale Ludovico Ludovisi
- Cardinale Luigi Caetani
- Cardinale Ulderico Carpegna
- Cardinale Paluzzo Paluzzi Altieri degli Albertoni
- Papa Benedetto XIII
- Papa Benedetto XIV
- Papa Clemente XIII
- Cardinale Bernardino Giraud
- Cardinale Alessandro Mattei
- Cardinale Pietro Francesco Galleffi
- Cardinale Filippo de Angelis
- Cardinale Amilcare Malagola
- Cardinale Giovanni Tacci Porcelli
- Cardinale Juan Gualberto Guevara
- Cardinale Fernando Cento
- Arcivescovo Gaetano Alibrandi
- Cardinale Tomás Ó Fiaich

La successione apostolica è:
- Vescovo Joseph Duffy (1979)
- Vescovo James Gerard Lennon (1980)
- Vescovo Séamus Hegarty (1982)
- Vescovo Colm O'Reilly (1983)
- Vescovo Michael Smith (1984)
- Vescovo Francis Lagan (1988)